# Castelo de Réghat

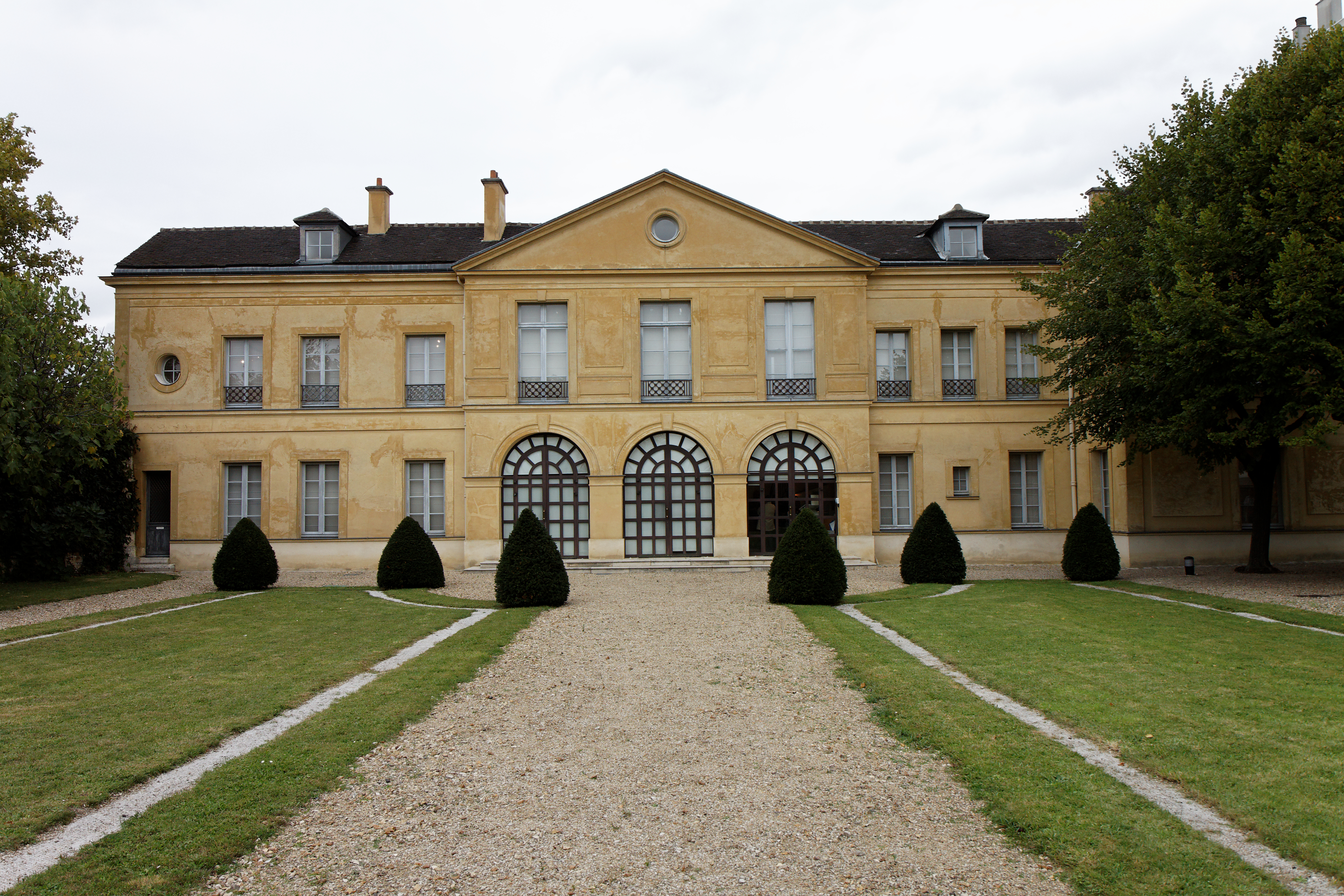

O Château de Réghat é um château em Maisons-Alfort, Val-de-Marne, Île-de-France, na França.

## História
O castelo foi construído na segunda metade do século XVIII e no século XIX.

## Valor arquitectónico
Está listado como um monumento histórico desde 1979.